# Małgorzata Polz-Dacewicz
Małgorzata Anna Polz-Dacewicz (ur. 21 czerwca 1951 w Lublinie) – polska epidemiolog, specjalistka w zakresie mikrobiologii i wirusologii, profesor nauk medycznych, nauczyciel akademicki, kierownik Zakładu Wirusologii z Pracownią Diagnostyki Wirusologicznej, Wydział Lekarski Uniwersytetu Medycznego w Lublinie. 

## Dorobek naukowy
Obejmuje ponad 400 publikacji naukowych; promotor 43 zakończonych przewodów doktorskich oraz 140 prac magisterskich. 

## Członkostwo w towarzystwach naukowych
- Polskie Towarzystwo Wirusologiczne - Założyciel i Prezes od 2010 r[4]

## Odznaczenia
- Srebrny Krzyż Zasługi (2007)[5]
- Złoty Krzyż Zasługi
- Medal Komisji Edukacji Narodowej